# Derrama
No Brasil Colônia, a derrama era um dispositivo fiscal aplicado na capitania de Minas Gerais a partir de 1751, por Pedro da Mota e Silva no reinado de D. José I de Portugal, a fim de assegurar o piso de cem arrobas anuais na arrecadação do quinto.
O quinto era a retenção de 20% do ouro em pó ou folhetas ou pepitas que eram direcionadas diretamente à Coroa Portuguesa.
Desde 1711, Portugal passou a exigir altas taxas dos mineradores. Anos depois foi criada a Intendência das Minas, uma administração subordinada diretamente a Lisboa. O pagamento do “quinto” foi estabelecido pela Fazenda Real, correspondente a um quinto do total do ouro extraído. Foram criadas as Casas de Fundição, onde o ouro taxado recebia um carimbo, como a única forma de poder circular. Por fim, uma atitude mais drástica para acabar com a fuga das mãos reais de uma grande parte dos tributos, fixou-se uma cota anual mínima para assegurar o quinto: 100 arrobas, 1 500 quilos de ouro. Se os tributos não atingissem essa quantia, a população teria que complementar a soma estipulada - era a “derrama”.
Ao final da capitação (1735-1751) e ante o desastre que causara às Minas, os próprios camaristas de Mariana, em nome do povo, em carta ao rei, no ano de 1751, vieram a dizer e a afirmar que “concluímos que não há modo mais justo para Sua Majestade arrecadar o seu quinto do que as casas de fundição”.
Na verdade, ocorreu apenas uma Derrama promovida pelo governador de Minas Gerais Luís Diogo Lobo da Silva em 1763/1764. De resto, embora a cota de 100 arrobas anuais quase nunca fosse atingida, os "homens-bons" sempre adiaram, emendaram e repactuaram o pagamento da mesma. Entranhados ao poder político, esses "homens-bons", que eram quase-sócios do Estado, conseguiram sempre empurrar com a barriga e adiar as derramas.
A partir de 1787-1788, a corrupção dos governantes da Capitania de Minas Gerais, aliada aos boatos de que a Derrama, agora, sem escapatória, iria ser implementada, fez desencadear em vozes mais altas as confabulações que desaguariam na Inconfidência Mineira, ferozmente reprimida pelo governo real de D. Maria I, mãe do futuro D. João VI e avó de D. Pedro I do Brasil (D. Pedro IV de Portugal).